# FC Tirsense
El FC Tirsense es un equipo de fútbol de Portugal que juega en el Campeonato de Portugal, la tercera división de fútbol del país.

## Historia
Fue fundado el 5 de enero de 1938 en la ciudad de Santo Tirso y su mejor resultado hasta el momento ha sido en la temporada 1948/49, ya que en la Copa de Portugal de esa temporada venció al Sporting Lisboa 2-1 , con lo que eliminaron al club de la capital del torneo, y terminaron de octavos en la Primeira Liga, su mejor posición en la historia, pero descendieron en la temporada siguiente. No juega en la Primeira Liga desde la temporada 1995/96.
Durante mediados de la década de los años 1990s tuvieron una serie de descensos que los llevaron a las ligas regionales en 1999, asumiendo el status de equipo amateur en 2004 debido a las deudas con el fisco.
En la actual temporada (2025) se encuentran en la Semifinal de la Copa de Portugal, en la cual se enfrentarán al Benfica, siendo esta una de sus mejores presentaciones en el certamen.

## Palmarés
- Liga de Honra: 1

1993/94
- II Divisão: 1

1969/70

## Jugadores

### Jugadores destacados
| - Tueba Menayane - Marcelo - Emerson Thomé - Everton Giovanella | - Agostinho Caetano - Rachid Daoudi - Samson Siasia - Marlon James |